# Браво-Янг, Роман
Роман Гильермо Браво-Янг  (исп. Roman Guillermo Bravo-Young; 28 января 1999, Тусон, Аризона, США) — американский и мексиканский борец вольного стиля, также занимался студенческой борьбой. Является двукратным чемпионом Мексики.

## Биография
Браво-Янг учился в средней школе Саннисайд в Тусоне (штат Аризона), где он был непобежденным четырехкратным чемпионом штата с рекордом 182:0. Браво-Янг, будучи членом юношеской сборной США по вольной борьбе до 17 лет, поступил в Университет штата Пенсильвания. В студенческой борьбе Браво-Янг был чемпионом первого дивизиона NCAA в 2021 и 2022 годах в весовой категории до 133 фунтов (до 60,3 кг), а также четырехкратным всеамериканским чемпионом Университета штата Пенсильвания. В июле Браво-Янг объявил, что будет представлять Мексику, родную страну его бабушки и дедушки. К концу июля 2023 года Браво-Янг впервые выступил на мексиканском национальном отборочном турнире, где стал победителем. В декабре 2023 года, выступая в категории до 57 кг, Браво-Янг завоевал титул Гран-при Мексики, победив всех трех соперников техническим преимуществом. В начале января 2024 года Браво-Янг одержал победу на Гран-при Франции памяти Анри Деглана, где он сначала одолел чемпиона Африки Диамантину Иуну Фафе, а затем борца из США Даниэля Дешазера. 1 марта 2024 года в Акапулько Браво-Янг участвовал на Панамериканском квалификационном олимпийском турнире, пытаясь отобраться для участия на Олимпийские игры в Париж. После побед над перуанцем Энрике Эррерой в 1/8 финала и Педро Мехиасом из Венесуэлы в четвертьфинале, он вышел в полуфинал, где в решающей схватке за олимпийскую лицензию смог победить Оскара Тигрероса из Колумбии.

## Достижения
- Панамериканский чемпионат по борьбе среди юниоров 2019 — ;